# 電気工事士法
電気工事士法（でんきこうじしほう、昭和35年法律第139号）は、電気工事に従事する者の資格や義務、電気工事の欠陥による災害の発生の防止に関する日本の法律である。
法令番号は昭和35年法律第139号、1960年（昭和35年）8月1日に公布された。
これに電気用品安全法、電気事業法、電気工事業の業務の適正化に関する法律（略称：電気工事業法）を加え、慣例的に電気保安四法と呼ぶ。所管官庁は経済産業省商務情報政策局産業保安グループである。

## 資格
- 電気工事士
  - 第一種電気工事士
  - 第二種電気工事士
- 認定電気工事従事者
- 特種電気工事資格者（非常用予備発電装置、ネオン工事）

## 概要
本法は1960年に制定されたが、制定当時の適用範囲は一般用電気工作物の電気工事のみであり、資格も旧電気工事士（現在の第二種電気工事士）のみであった。これは当時、一部の例外を除いてほとんどの需要家は住宅や店舗などの、低圧で受電する一般用電気工作物であったことに起因する。
しかしながら、日本の高度経済成長に従い、都市化によるビルの建設また空調機械や産業機械の普及が進むにつれ、電力消費は増大し、次第に中小規模のビルや工場など高圧で受電する自家用電気工作物の需要家が増加していった。
ところが、自家用電気工作物については本法の適用範囲外であったため、未熟な作業者による施工不良に起因する事故がたびたび発生するようになったことから、1987年に大規模な改正がなされ、500kW未満の自家用電気工作物も規制対象となり、その工事は第一種電気工事士が担うこととなった。
なお、以下の電気工作物の電気工事は本法の適用範囲外である。
- 500kW以上の自家用電気工作物
- 電気事業[3]の用に供する電気工作物（電気事業用電気工作物）

これらの電気工作物については、電気事業法に基づく自主保安体制の下、電気工作物を設置する者に選任された電気主任技術者が、施設計画や工事管理・自主検査等を行うことが義務付けられている。そのため現実的には、建設業法または電気工事業法にもとづく電気工事業者や電気工事士以外に工事が負託されることはない。
| 資格                                      | 自家用電気工作物 | 自家用電気工作物      | 自家用電気工作物 | 自家用電気工作物 | 一般用 電気工作物 |
| 資格                                      | 500kW未満        | 500kW未満             | 500kW未満        | 500kW未満        | 一般用 電気工作物 |
| 資格                                      | 右記以外         | 電線路除く・ 600V以下 | ネオン設備       | 非常用 予備発電  | 一般用 電気工作物 |
| ----------------------------------------- | ---------------- | --------------------- | ---------------- | ---------------- | ----------------- |
| 第一種電気工事士                          | ○                | ○                     | ×                | ×                | ○                 |
| 第二種電気工事士                          | ×                | ×                     | ×                | ×                | ○                 |
| 認定電気工事従事者                        | ×                | ○                     | ×                | ×                | ×                 |
| 特種電気工事資格者 （ネオン）             | ×                | ×                     | ○                | ×                | ×                 |
| 特種電気工事資格者 （非常用予備発電装置） | ×                | ×                     | ×                | ○                | ×                 |